# Montepulciano d'Abruzzo rosso riserva

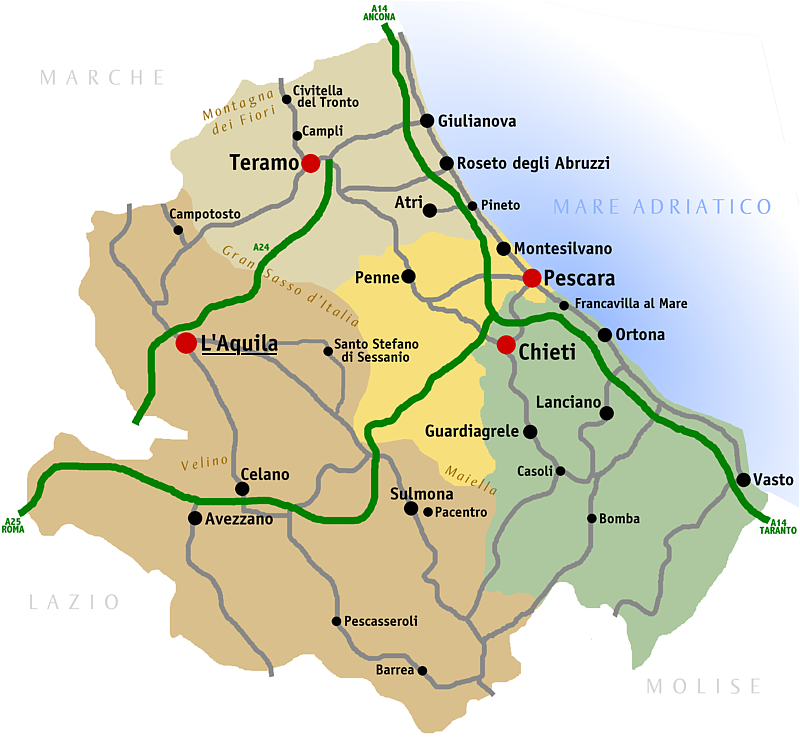
Région Abruzzes

Le Montepulciano d'Abruzzo rosso riserva (Montepulciano d'Abruzzo rosso riserva D.O.C) est un vin rouge italien, produit dans les Abruzzes selon une dénomination d'origine contrôlée (DOC). 

## Zone de production
Provinces de Chieti, L'Aquila, Pescara et Teramo.

## Caractéristiques
- Couleur : rouge rubis intense, avec pointes violacées ; tendance à l'orange lors du vieillissement
- Arôme : vineux, doux, agréable ;
- Saveur : sec, équilibré et tanné[1].

Le Montepulciano d'Abruzzo rosso riserva accompagne les viandes rouges et le gibier.

## Production
Saison, volume en  hl
- Pas de données